# Темуера Моррісон
Темуера Дерек Моррісон (англ. Temuera Morrison; нар. 26 грудня 1960, Роторуа, Північний острів, Нова Зеландія) — новозеландський актор. Найбільш відомий завдяки ролям у фільмах «Колись вони були воїнами», «Зоряні війни: Атака клонів», «Зоряні війни: Помста ситхів».

## Біографія
Моррісон народився в місті Роторуа в Новій Зеландії в родині Хани Моррісон (Стаффорд) і музиканта Лорі Моррісона. Є нащадком місцевого народу маорі, а також шотландських та ірландських поселенців. Почав кар'єру в кіно у 1972 році. За свою кар'єру знявся більш ніж у 70 фільмах та серіалах.
Багато працював в озвучуванні мультфільмів та ігор. У 2017 році отримав премію Behind the Voice Actors Awards у категорії «Кращий акторський ансамбль озвучування» за участь у мультфільмі «Ваяна».

## Фільмографія

### Фільми
| Рік  |    | Українська назва                      | Оригінальна назва                             | Роль                       |
| ---- | -- | ------------------------------------- | --------------------------------------------- | -------------------------- |
| 1994 | ф  | Колись вони були воїнами              | Once Were Warriors                            | Джейк Хік                  |
| 1996 | ф  | Не називай мене маленькою             | Barb Wire                                     | Аксель                     |
| 1996 | ф  | Острів доктора Моро                   | The Island of Dr. Moreau                      | Азазелло                   |
| 1997 | ф  | Швидкість 2: Контроль над круїзом     | Speed 2: Cruise Control                       | Джуліано                   |
| 1998 | ф  | Шість днів, сім ночей                 | Six Days Seven Nights                         | Джагер                     |
| 1999 | ф  | Від заходу до світанку 3: Донька ката | From Dusk Till Dawn 3: The Hangman's Daughter | кат                        |
| 2000 | ф  | Вертикальна межа                      | Vertical Limit                                | майор Расул                |
| 2001 | ф  |                                       | Crooked Earth                                 | Вілл Бастіон               |
| 2002 | ф  | Зоряні війни: Атака клонів            | Star Wars. Episode II: Attack of the Clones   | Джанго Фетт                |
| 2004 | ф  | Блуберрі                              | Blueberry                                     | Руні                       |
| 2005 | ф  | Зоряні війни: Помста ситхів           | Star Wars. episode III. Revenge of the Sith   | командир Коуді             |
| 2005 | ф  | Королева річки                        | River Queen                                   | Ті Кай По                  |
| 2009 | ф  | Тільки для закоханих                  | Couples Retreat                               | Бріггс                     |
| 2011 | ф  | Зелений Ліхтар                        | Green Lantern                                 | Абін Сур                   |
| 2012 | ф  | Цар скорпіонів 3                      | The Scorpion King 3: Battle for Redemption    | король Рамусан             |
| 2013 | ф  |                                       | Mt Zion                                       | батько                     |
| 2016 | ф  | Важка мішень 2                        | Hard Target 2                                 | Медден                     |
| 2016 | ф  | Дитя Осіріса                          | The Osiris Child                              | начальник в'язниці Мордейн |
| 2016 | мф | Ваяна                                 | Moana                                         | вождь Туї                  |
| 2018 | ф  | Окупація                              | Occupation                                    | Пітер Барлет               |
| 2018 | ф  | Аквамен                               | Aquaman                                       | Томас Каррі                |
| 2019 | ф  | Диво в Брайтоні                       | The Brighton Miracle                          | Едді Джонс                 |
| 2019 | ф  | Дора і загублене місто                | Dora and the Lost City of Gold                | Пауелл                     |
| 2020 | ф  | Окупація: Місія «Дощ»                 | Occupation: Rainfall                          | Пітер Барлет               |
| 2023 | ф  | Флеш                                  | The Flash                                     | Томас Каррі                |
| 2023 | ф  | Аквамен і загублене королівство       | Aquaman 2                                     | Томас Каррі                |
| 2024 | мф | Ваяна 2                               | Moana 2                                       | вождь Туї                  |

### Серіали
| Рік       |    | Українська назва      | Оригінальна назва            | Роль                            |
| --------- | -- | --------------------- | ---------------------------- | ------------------------------- |
| 1987—1990 | с  |                       | Gloss                        | Шон                             |
| 1992—2008 | с  | Шортланд-стріт        | Shortland Street             | Хоун Ропата                     |
| 2011      | с  | Спартак: Боги арени   | Spartacus: Gods of the Arena | Докторі                         |
| 2015      | с  |                       | Tatau                        | Анару Вайпіті                   |
| 2018      | с  | Кордон                | Frontier                     | Ті Ранги                        |
| 2020      | с  | Мандалорець           | The Mandalorian              | Боба Фетт                       |
| 2021      | мс | Зоряні війни: Видіння | Star Wars: Visions           | Боба Фетт                       |
| 2021—2022 | с  | Книга Боби Фетта      | The Book of Boba Fett        | Боба Фетт                       |
| 2022      | с  | Обі-Ван Кенобі        | Obi-Wan Kenobi               | ветеран, який просить милостиню |
| 2022      | с  |                       | Echo 3                       | Рой Ленон                       |
| 2023      | с  | Асока                 | Ahsoka                       | капітан Рекс                    |
| 2024      | с  | Секретний рівень      | Secret Level                 | Old Salt                        |
| 2025      | с  | Вождь війни           | Chief of War                 | вождь Кахекілі                  |

### Відеоігори
| Рік  | Гра                            | Персонажі                             | Примітки             | Джерело |
| ---- | ------------------------------ | ------------------------------------- | -------------------- | ------- |
| 2002 | Star Wars: Bounty Hunter       | Джанго Фетт                           |                      | [ 4 ]   |
| 2004 | Star Wars: Battlefront         | Солдати-клони                         |                      | [ 4 ]   |
| 2005 | Star Wars: Republic Commando   | РК-1138 «Боси»                        |                      | [ 4 ]   |
| 2005 | LEGO Star Wars: The Video Game | Джанго Фетт, солдати-клони            | в титрах не вказаний |         |
| 2005 | Star Wars: Battlefront II      | Боба Фетт, Джанго Фетт, солдати-клони |                      | [ 4 ]   |
| 2006 | Star Wars: Empire at War       | Боба Фетт                             |                      | [ 4 ]   |
| 2015 | Star Wars Battlefront          | Боба Фетт                             |                      |         |
| 2017 | Star Wars: Battlefront II      | Боба Фетт                             |                      |         |
| 2023 | Star Wars Jedi: Survivor       | Боба Фетт                             |                      |         |